# Gerhard Meister
Gerhard Meister (* 3. Mai 1967 im Emmental) ist ein Schweizer Bühnenautor und Spokenword-Künstler.

## Leben
Gerhard Meister schloss 1995 an der Universität Bern sein Studium der Geschichte und Soziologie ab. Danach war er Redakteur der Tageszeitung Berner Tagwacht. In dieser Zeit schrieb er seine ersten Theaterstücke, zuerst für die Theatergruppe 99hundert, dann für das Stadttheater Bern. Gleichzeitig entstand in Zusammenarbeit mit Andres Lutz das Bühnenduo Geholten Stühle, das im Jahr 2000 mit dem Salzburger Stier ausgezeichnet wurde.
Meister ist Absolvent des Dramenprozessors. Seine Theaterstücke waren seither auf vielen Bühnen in der Schweiz und im Ausland zu sehen, unter anderem am Theater an der Winkelwiese, am Stadttheater Bern, dem Schauspielhaus Zürich, dem Burgtheater Wien oder dem Landestheater Vorarlberg.
Meister ist auch Autor zahlreicher Hörspiele und eines Gedichtbandes.  Als Spokenword-Künstler steht er selber auf der Bühne, entweder solo oder in den Formationen Bern ist überall und Bruecker_Meister_Trauffer.
Gerhard Meister lebt mit seiner Partnerin und seinen drei Kindern in Zürich.

## Werke (Auswahl)
Theaterstücke
- Auslöffeln, 1995, UA Reitschule Bern
- Puppen, 1997, UA Reitschule Bern
- Blutgruppe Null, 1999, UA Schlachthaustheater Bern
- Die Liebe höret nimmer auf, 2001, UA Stadttheater Bern
- Mieschers Traum, 2003, UA Theater an der Winkelwiese
- Der Entenfreund, 2006, UA Städtische Bühnen Osnabrück
- Fluchtburg, 2007 UA Burgtheater Wien
- Amerika, 2008, UA Stadttheater Biel-Solothurn
- Hugos schöner Schatten, 2009, UA Stadttheater Bern
- Die leuchten in der Nacht, 2010 UA Theater Tuchlaube Aarau
- In meinem Hals steckt eine Weltkugel, 2011, Theater Bremerhaven
- Das grosse Herz des Wolodja Friedmann, 2018, UA Schauspielhaus Zürich
- Lauter vernünftige Leute, 2019, UA Landestheater Vorarlberg
- Wir reden über Polke, das sieht man doch!, 2021, UA Landestheater Vorarlberg
- Späte Spiele, 2023, UA Effingertheater Bern und Landestheater Vorarlberg

Bühnenprogramme
- The Stools go Afrika!, Geholten Stühle mit Andres Lutz, 1996
- The Stools walk the Earth!, Geholten Stühle mit Andres Lutz, 1999
- Watching God![8], Geholten Stühle mit Andres Lutz, 2001
- Use usem Uterus, meistertrauffer mit Anna Trauffer, 2013
- Hirni, mit Matto Kämpf, 2015
- Wir steigen, Bruecker_Meister_Trauffer, mit Franziska Bruecker und Anna Trauffer, 2020
- Im Reinen, Bruecker_Meister_Trauffer, mit Franziska Bruecker und Anna Trauffer, 2022

Hörspiele
- Der Entenfreund, 2006, SRF-2
- Sowie weitere Verstösse gegen die Weltordnung[9], 2007 Radio SRF-2
- Naturkunde für Altweltaffen[10], 2009,  SRF-2
- Die leuchten in der Nacht, SRF-2010
- In meinem Hals steckt eine Weltkugel, 2013, SRF-2
- Fenster schliessen, Fenster schliessen[11], 2014, SRF-2
- Im bewohnten Gebiet der Schädelhöhle[12], 2015, SRF-2

Bücher
- The Stools walk the Earth, 2001, Zürich
- Viecher&Vegetarier, 2011, Luzern
- Eine Lichtsekunde über meinem Kopf, 2016 Luzern
- Mau öppis ohni Bombe, 2019, Luzern

## Auszeichnungen
- New York-Stipendium Kanton Bern, 1998
- Salzburger Stier (mit Geholten Stühle)[13], 2000
- Stipendium der Kunststiftung Baden-Württemberg, 2003
- Stückpreis Autor:innentage Saarbrücken, 2003
- Stückpreis der SSA, 2004
- Buchpreis Stadt Bern, 2004
- Atelierstipendium Kanton Zürich, 2005
- Atelierstipendium Landis&Gyr, 2009
- Literaturpreis des Kantons Bern, 2009
- Gottfried-Keller-Preis (mit Bern ist überall), 2013
- Grand Prix Nova (für das Hörspiel Fenster schliessen, Fenster schliessen), 2014
- Kulturpreis der Berner Burgergemeinde (mit Bern ist überall), 2015
- Covid-Stipendium Stadt Zürich, 2020